# Georg Zurhelle
Georg Zurhelle (* 25. Juli 1790 in Lippstadt; † 24. Januar 1875 ebenda) war ein deutscher Kaufmann und Politiker.
Zurhelle war Kaufmann in seiner Heimatstadt. Er war seit 1823 Beigeordneter seiner Heimatstadt und wurde 1835 in die Stadtverordnetenversammlung gewählt, wechselte jedoch direkt in den Magistrat, dem er lange angehörte. 1841 war er für den Stand der Städte im Wahlbezirk Mark und die Stadt Lippstadt Abgeordneter im Provinziallandtag der Provinz Westfalen.